# Blair (Oklahoma)
Blair és un poble dels Estats Units a l'estat d'Oklahoma. Segons el cens del 2000 tenia 894 habitants.

## Demografia
Segons el cens del 2000, Blair tenia 894 habitants, 361 habitatges, i 258 famílies. La densitat de població era de 821,8 habitants per km².
Dels 361 habitatges en un 36,3% hi vivien nens de menys de 18 anys, en un 56,8% hi vivien parelles casades, en un 11,1% dones solteres, i en un 28,3% no eren unitats familiars. En el 25,2% dels habitatges hi vivien persones soles el 12,7% de les quals corresponia a persones de 65 anys o més que vivien soles. El nombre mitjà de persones vivint en cada habitatge era de 2,48 i el nombre mitjà de persones que vivien en cada família era de 2,96.
Per edats la població es repartia de la següent manera: un 28,6% tenia menys de 18 anys, un 9,2% entre 18 i 24, un 24,5% entre 25 i 44, un 23,6% de 45 a 60 i un 14,1% 65 anys o més.
L'edat mediana era de 36 anys. Per cada 100 dones de 18 o més anys hi havia 88,8 homes.
La renda mediana per habitatge era de 29.821 $ i la renda mediana per família de 33.125 $. Els homes tenien una renda mediana de 25.739 $ mentre que les dones 19.038 $. La renda per capita de la població era de 12.833 $. Entorn de l'11,7% de les famílies i el 14,6% de la població estaven per davall del llindar de pobresa.

## Poblacions més properes
El següent diagrama mostra les poblacions més properes.